# Pedicia nawai
Pedicia nawai är en tvåvingeart som beskrevs av Keizo Kariya 1934. Pedicia nawai ingår i släktet Pedicia och familjen hårögonharkrankar. Inga underarter finns listade i Catalogue of Life.